# تركة (قانون)
التركة (بالإنجليزية: Estate)‏ في القانون العام، هي صافي ثروة أي شخص في أي وقت كان على قيد الحياة أو ميتًا.
إنها مجموع أصول الشخص - الحقوق القانونية، والمصالح، والاستحقاقات في الممتلكات من أي نوع - ناقصًا جميع الالتزامات في ذلك الوقت. للقضية أهمية قانونية خاصة فيما يتعلق بمسألة إفلاس، وموت الشخص. (انظر الميراث).
اعتمادًا على السياق المحدد، يُستخدم المصطلح أيضًا للإشارة إلى عقار في أرض أو نوع معين من الممتلكات (مثل الملكية المنقولة أو الملكية غير المنقولة). يستخدم المصطلح أيضًا للإشارة إلى مجموع أصول الشخص فقط.
المكافئ في الأنظمة القانونية للقانون المدني، هو الإرث.

## إفلاس
بموجب قانون الإفلاس في الولايات المتحدة، تتكون تركة الشخص من جميع الأصول أو الممتلكات من أي نوع المتاحة للتوزيع على الدائنين.
ومع ذلك، يتم الاعتراف ببعض الأصول على أنها معفاة، للسماح لأي شخص بموارد كبيرة لإعادة تشغيل حياته المالية.
في الولايات المتحدة، تعتمد إعفاءات الأصول على عوامل مختلفة، بما في ذلك قانون الولاية، والقانون الفيدرالي.
يدير تركة (أو أصول) الشخص المفلس، وصي في حالة الإفلاس. الموقف القانوني في جميع بلدان القانون العام مماثل في هذا الصدد.